# Canariella falkneri
Canariella falkneri is een slakkensoort uit de familie van de Hygromiidae. De wetenschappelijke naam van de soort is voor het eerst geldig gepubliceerd in 2002 door Alonso, Ibanez & Ponte-Lira.